# ۱-پنتادکانول
۱-پنتادکانول یک ترکیب شیمیایی آلی است که به عنوان الکل طبقه‌بندی می‌شود. در دمای اتاق، به صورت یک جامد سفید و پرکی است. این ماده یک الکل چرب اشباع شده با زنجیره بلند است که از یک زنجیره پنتادکان با یک گروه هیدروکسی به عنوان استخلاف در یک انتها، تشکیل شده‌است. این مولکول ناکایرال است (به این معنی که ایزومرهای آینه‌ای ندارد).
مانند سایر الکل‌های اولیه زنجیره بلند، از آن به عنوان مواد تشکیل دهنده در مواد شیمیایی صنعتی، روغن‌های روان‌کننده و محصولات مصرفی مانند لوسیون‌ها و کرم‌ها استفاده می‌شود. علاوه بر این، می‌توان آن را به عنوان ماده اولیه فرآیندهایی که از واکنش‌های اتوکسیلاسیون (افزودن اتیلن اکسید) و سولفاتاسیون (افزودن گروه سولفو) برای تولید سورفاکتانت (در درجه اول مواد شوینده) استفاده می‌کنند، استفاده کرد.